# Albert Steinrück

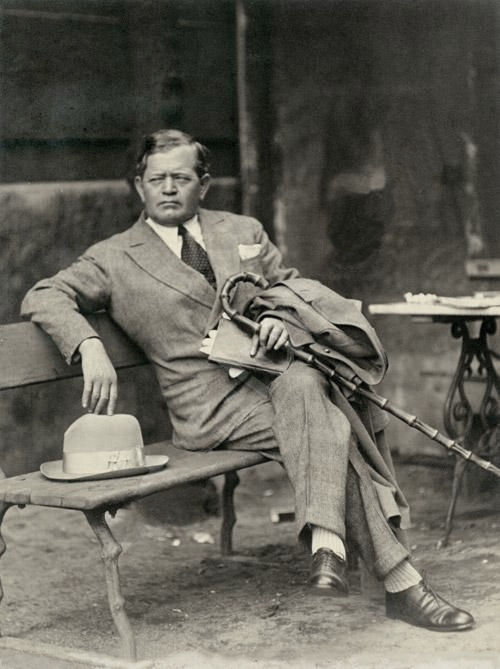
Albert Steinrück, Fotografie von Sasha Stone, um 1927

Albert Steinrück (* 20. Mai 1872 in Wetterburg, Waldeck; † 10. Februar 1929 in Berlin) war ein deutscher Theater- und Stummfilmschauspieler.

## Leben
Steinrück begann als Maler. Erst dann fing er an zu schauspielern, ohne jedoch eine Ausbildung durchlaufen zu haben. Seit Anfang der 1890er Jahre war er an Theatern in Mühlhausen, Breslau und Hannover sowie ab 1901 in Berlin beschäftigt. 1906 kam er zu Max Reinhardts Ensemble an das Deutsche Theater. Von 1908 bis 1920 war er am Hof- und Nationaltheater in München, wo er auch Regie führte und am Ende Schauspieldirektor war. Dabei spielte er unter anderem den Woyzeck in der Uraufführung des gleichnamigen Dramas von Georg Büchner am 8. November 1913. In den 1920er Jahren war er wieder an verschiedenen Bühnen in Berlin beschäftigt.
Seit 1919 war Albert Steinrück ständig auch beim Film tätig. Gerne wurde er besetzt in den Rollen grausamer Väter. Neben Rosa Valetti spielte er in Reinhold Schünzels Sittenfilm Das Mädchen aus der Ackerstraße. Sein Kollege Paul Wegener besetzte ihn 1920 als Rabbi Loew in Der Golem, wie er in die Welt kam. Ein großer Erfolg wurde 1922/23 Fridericus Rex von Arzén von Cserépy, in dem Steinrück Friedrich Wilhelm I. von Preußen spielte. Neben Asta Nielsen spielte er in Das Haus am Meer und Hedda Gabler, neben Henny Porten in Die Geierwally und Das goldene Kalb. Seine letzte Hauptrolle hatte er 1929 in Joe Mays Asphalt. Steinrück starb während der Probenarbeit zu Ehm Welks Schauspiel Kreuzabnahme, in dem er – an der Volksbühne Berlin – den sterbenden Schriftsteller Leo Tolstoi spielen sollte.
Albert Steinrück war in erster Ehe mit Elisabeth Gussmann (1885–1920), genannt Liesl, einer Schwester Olga Schnitzlers verheiratet, sodass er mit dem Schriftsteller Arthur Schnitzler verschwägert war. In zweiter Ehe war er mit der Tochter des Malers Alfred Sohn-Rethel (1875–1958) verheiratet, Elisabeth genannt Lissi (1897–1993). Deren Brüder waren der Sozialphilosoph Alfred Sohn-Rethel der Jüngere, sowie Hans-Joachim Sohn-Rethel (1905–1955), Maler und Geräuschimitator, der auch unter dem Pseudonym Freddy Dosh bekannt war. Einer seiner Enkel ist der Schauspieler Michael Hanemann.
Steinrück blieb ein passionierter Freizeitmaler. Einige seiner Werke wurden im Rahmen einer von Heinrich George organisierten Gedenkvorstellung am 28. März 1929 im Schauspielhaus am Gendarmenmarkt aus Anlass seines Todes ausgestellt und zum Verkauf angeboten und sind heute Teil der Sammlung des Stadtmuseums Berlin, so wie auch seit Mai 2016 sein Nachlass.

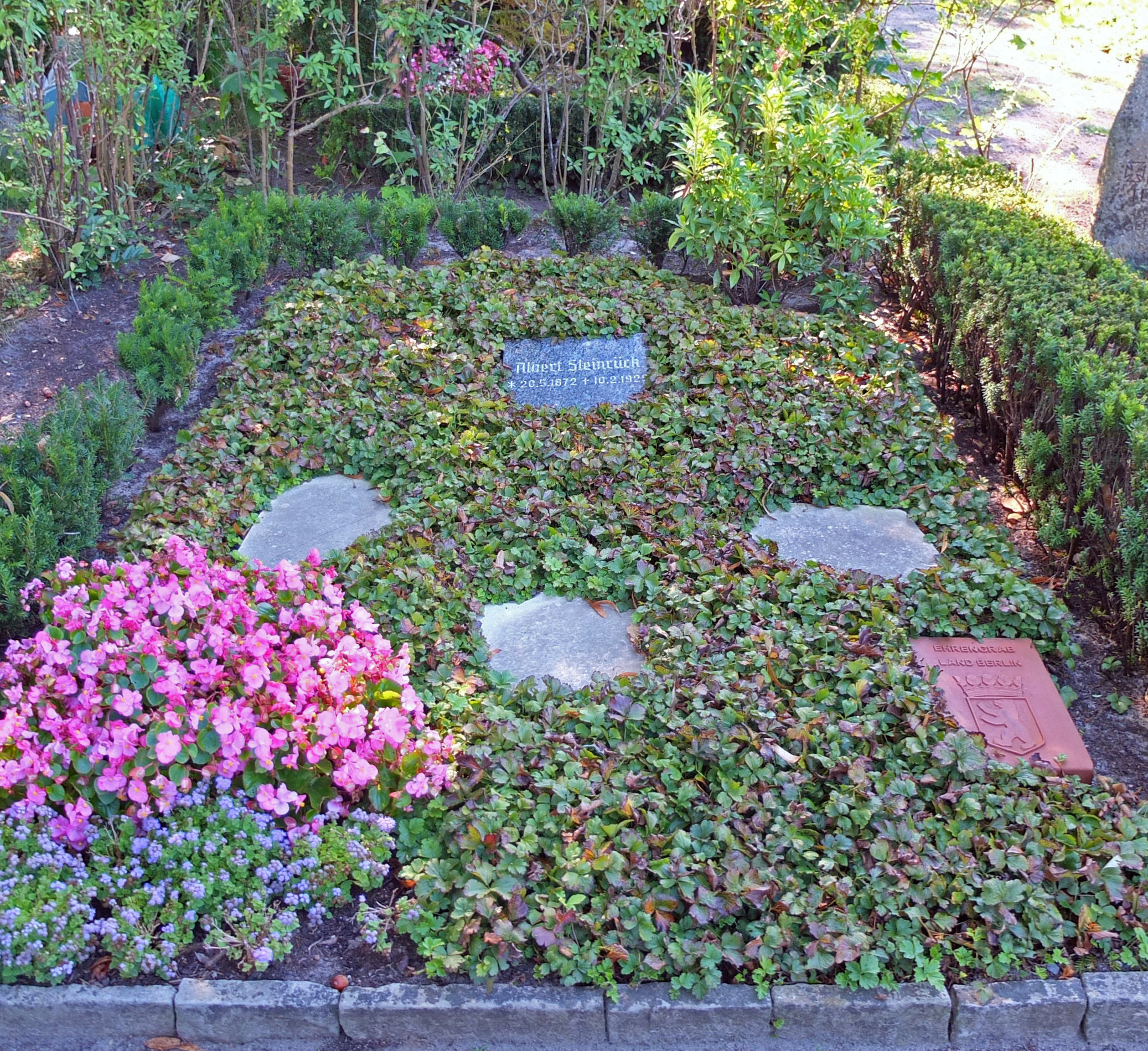
Ehrengrab von Albert Steinrück auf dem Friedhof Zehlendorf

Das Grab von Albert Steinrück befindet sich auf dem Friedhof Zehlendorf. Als Grabzeichen dient nur eine kleine Inschriftenplatte. Auf Beschluss des Berliner Senats ist die letzte Ruhestätte von Albert Steinrück (Feld 017 Nr. 705) seit 1969 als Ehrengrab des Landes Berlin gewidmet.
Der Barnayweg in der Künstlerkolonie Berlin wurde 1944 in „Steinrückweg“ umbenannt.

## Filmografie (Auswahl)
- 1920: Das Mädchen aus der Ackerstraße. 1. Teil
- 1920: Das Mädchen aus der Ackerstraße, 2. Teil
- 1920: Katharina die Große
- 1920: Der Richter von Zalamea
- 1920: Der Golem, wie er in die Welt kam

- 1920: Die geschlossene Kette
- 1920: Die Schuld der Lavinia Morland
- 1921: Der Leidensweg der Inge Krafft
- 1921: Das Blut (Regie: Paul Legband)
- 1921: Fridericus Rex
- 1921: Die Nacht ohne Morgen
- 1921: Die Geierwally
- 1921: Sappho
- 1921: Der Todesreigen
- 1921: Das Geheimnis der Santa Margherita
- 1922: Monna Vanna
- 1923: Der Schatz
- 1923: Die Madonna am Portal
- 1923: Der Kaufmann von Venedig
- 1923: Der rote Reiter
- 1923: Der Wetterwart
- 1924: Helena (2 Teile)
- 1924: Das Haus am Meer
- 1924: Das goldene Kalb
- 1924: Dekameron-Nächte
- 1924: Rex Mundi
- 1925: Das Haus der Lüge
- 1925: Die vom Niederrhein
- 1926: Die elf Schill’schen Offiziere
- 1926: Die drei Kuckucksuhren
- 1926: Zopf und Schwert
- 1926: Überflüssige Menschen
- 1927: Brennende Grenze
- 1927: Die Sporck’schen Jäger
- 1927: Kinderseelen klagen euch an
- 1927: Lützows wilde verwegene Jagd
- 1927: Am Rande der Welt
- 1927: Die Vorbestraften
- 1927: Das Frauenhaus von Rio
- 1927: Die Sandgräfin
- 1928: Schinderhannes
- 1928: Das letzte Fort
- 1929: Der rote Kreis
- 1929: Asphalt
- 1929: Fräulein Else